# أحمد إسماعيل حسن
أحمد إسماعيل حسن الصمدي (1990 في سلماباد - 31 مارس 2012 في سلماباد)، صحفي ومصور فيديو بحريني توفي بعد تغطية الاحتجاجات المناهضة للحكومة أثناء انعقاد سباق الجائزة الكبرى فورمولا 1 في قرية سلماباد البحرينية حيث تم اطلاق النار عليه في الفخذ وتوفي في وقت لاحق من بطلق ناري.
بينما كان أول شخص يقتل في احتجاجات منذ أكثر من عام فقد كان كان الصحافي البحريني الثالث الذي يقتل منذ بداية الاحتجاجات في عام 2011 وأحد الصحفيين 82 الذين قتلوا في أنحاء العالم في عام 2012.

## الشخصية
عاش أحمد في قرية سلماباد الشيعية حيث كان ترتيبه الخامس في عائلة مكونة من تسعة أطفال. كان أحمد من محبي سباق السيارات وزين غرفة نومه في المنزل بصور لسيارات السباق. أحمد مؤيد للمعارضة البحرينية.

## السيرة
كانت مهنة أحمد هي تصوير شركات الضيافة في سباق جائزة البحرين الكبرى لكن نشاطه الرئيسي كان الاحتجاجات التي بدأت في 4 مارس 2011 عن طريق تصوير الفيديو وتحميله على موقع يوتيوب. قبل وفاته كان قد انضم إلى مركز البحرين لحقوق الإنسان. كان يعرف أن التصوير في مسقط رأسه محظور وأن مهنته محفوفة بالمخاطر. كان الصحفي الثالث في البحرين الذين يقتل منذ بدء الاحتجاجات قبل عام.

## الوفاة
توفي أحمد بعد اطلاق النار عليه في فخذه الأيمن أثناء تصوير بالفيديو لأطلاق قوات الأمن الغاز المسيل للدموع على محتجين جنوب المنامة عاصمة البحرين.
كان قد وثق الاحتجاجات ليلا بكاميرا فيديو له عندما هتف المتظاهرون في مسقط رأسه سلماباد يسقط حمد. تقدمت قوات الأمن بالزي الرسمي تجاه المتظاهرين السلميين بين الساعة 23:30 وحتى منتصف الليل. في ذلك الوقت قتل حسن بإطلاق الرصاص على الفخذ الأيمن العلوي. قال شهود عيان أنه تم اطلاق النار من قبل مجهولين الذين كانوا ربما ميليشيا من حوالي 400 متر من سيارة تويوتا لاند كروزر مظللة من دون ترخيص. بعد قتل أحمد حاول المتفرجين مساعدته لكنه أغمي عليه بسبب فقدان الكثير من الدم. اقتادوه إلى منزل قريب لتلقي الإسعافات الأولية ولكن كان الجرح أصاب الأوعية الدموية الرئيسية حيث دخلت الرصاصة ومرت عبر الساق العلوي. بعد ساعة وصل أحمد مستشفى البحرين الدولي ومن ثم نقل لاحقا إلى مستشفى السلمانية وبحلول ذلك الوقت المتأخر جدا كان يعاني من خسارة كبيرة من الدم وتوفي في الساعة 4:30 صباحا وقبل مقتله كان أحمد معتقلا وتعرض لتهديد قوات الأمن. نفت الحكومة لاحقا في بيان رسمي من وزارة الداخلية أي دور لها في مقتله وأن تشريح الجثة أثبت أن الرصاصة لم تكن من النوع الذي تستخدمه قوات الأمن في البحرين. وصفت وسائل الاعلام الحكومية بأنها جريمة قتل من دون معرفة حل لها.

## السياق
احتجاجات عام 2011 تمركزت حول احتجاج الشيعة ضد نظام آل خليفة الملكي السني. طالبت المعارضة الشيعية أن يكون اختيار رئيس الوزراء عن طريق انتخابات ديمقراطية بدلا من تعيينه من قبل الملك. توفي أحمد بعد 14 شهرا من بداية الاحتجاجات. دعا مركز البحرين لحقوق الإنسان للتظاهر احتجاجا على مقتل أحمد.

## التأثير
بعد مقتله طالبت عائلته والمحتجين بإلغاء سباق الجائزة الكبرى المقرر في 22 أبريل. قالوا أن الحكومة تستخدم هذا الحدث الرياضي للدلالة على الوحدة الوطنية وإبراز شرعية النظام الذي يقوده السنة لارتكاب المزيد من انتهاكات لحقوق الإنسان. عائلة أحمد لبت دعوات لإلغاء السباق. في حين كان النظام الملكي في البحرين منقسم فقد قام ولي العهد سلمان بن حمد آل خليفة بمواصلة إقامة السباق على عكس من رغبة والده الملك حمد.
دفن أحمد خلال 24 ساعة من وفاته ولكن أسرته لم تستلم شهادة وفاته. في وقت لاحق قتل الصبي البالغ من العمر 15 سنة محمد أحمد عبد العزيز من قبل شرطة مكافحة الشغب في جنازة أحمد.

## ردود الفعل
أثارت وفاة أحمد موجة من الغضب العارم بين الغالبية العظمى من السكان الشيعة في البحرين. أحد الصحفيين قال إن في كل مكان ذهبت إليه سمعت الناس يتحدثون عن أحمد. مواطن آخر يعمل صحفيا أنه أبلغ عن العلاج الطبي من لجروح أحمد وقال أنها كانت تغطي جسده الدماء. عمل أحمد كصحفي مواطن بشكل مستقل ومن دون أي مساعدة أو دعم. أصدرت منظمات حقوق الإنسان العبارات التالية.:
قال مركز البحرين لحقوق الإنسان: كان موت أحمد جزء من جهد منهجي لترهيبه وإيقافه عن التصوير الفوتوغرافي للاحتجاجات.
ركزت لجنة حماية الصحفيين بشأن معاملة الصحفيين: «.. هذا يؤكد أن اطلاق النار من المخاطر الرهيبة التي يواجهها الصحفيون في تسجيل الاضطرابات الاجتماعية والسياسية في البحرين ويجب على السلطات البحرينية أن تحقق في مقتله بطريقة موثوقة وفي الوقت المناسب فورا».
قال إيرينا بوكوفا مدير عام اليونسكو على أن «حق الإنسان الأساسي في حرية التعبير وحرية الصحفيين والصحفيين المواطنين لتغطية الأحداث ضرورية لأي مجتمع يريد أن يدعم مبادئ الديمقراطية وسيادة القانون. نرحب بتقارير تفيد بأن السلطات تنوي فتح تحقيق في هذا الحدث الخطير ونثق أن الجناة سيتم تقديمهم إلى العدالة». كان أحمد أحد اثنين وثمانين اسما نقشوا على النصب التذكاري للصحافيين في النيوزيام في واشنطن العاصمة الذين قتلوا في عام 2012.

## كتب
إليزابيث ديكنسون، من الذي أطلق النار على أحمد؟: لغز يكشف النقاب في الربيع العربي الفاشل في البحرين. تنمية ومساعدات خدمة الأخبار العالمية، 2013. الكتاب الاليكترونى، 51 صفحات.